# Герб Новоазовського району
Герб Новоазовського райо́ну — офіційний символ Новоазовського району Донецької області, затверджений рішенням № IV/7-126 сесії районної ради від 28 серпня 2003 року.

## Опис
Щит скошений справа золотим і лазуровим. На першій частині летить срібний лелека з червоними дзьобом і лапами і чорними очима і кінчиками крил. На другій частині виникає срібний вітряний двигун. На срібній хвилястій базі вузький лазуровий хвилеподібний пояс. Щит обрамлений вінком з соняшників і золотих колосків, перевитими лазуровою стрічкою з написом "Новоазовський район".
Комп'ютерна графіка — В. М. Напиткін, К. М. Богатов.